# دولت سوم امیرعباس هویدا
دولت سوم امیرعباس هویدا یکی از دولت‌های دوران پادشاهی مشروطه در دورهٔ پهلوی است که از شهریور ۱۳۵۰ تا شهریور ۱۳۵۴ فعالیت کرد. رئیس این دولت، امیرعباس هویدا بود.
با آغاز دوره بیست و سوم مجلس شورای ملی، امیرعباس هویدا مطابق سنت پارلمانی استعفای هیئت دولت را در ۲۱ شهریور ۱۳۵۰ به حضور شاه تقدیم و پس از انتصاب مجدد به نخست‌وزیری (برای بار سوم) در همین تاریخ، هیئت دولت خود را ۲۲ شهریور به حضور شاه و ۲۸ شهریور به مجلس شورای ملی معرفی کرد.
مجلس شورای ملی در ۱ مهر با ۲۱۸ رأی از ۲۵۱ نفر به دولت وی رأی اعتماد داد.
با شروع به کار مجلس بیست و چهارم، مطابق سنت پارلمانی دولت هویدا روز ۳۰ شهریور ۱۳۵۴ مستعفی شد.

## یادداشت
1. ↑  نام این وزارت‌خانه در سال ۱۳۵۳ به «وزارت نیرو» تغییر پیدا کرد.
2. ↑  نام این وزارت‌خانه در سال ۱۳۵۳ به «وزارت مسکن و شهرسازی» تغییر پیدا کرد.
3. ↑  نام این وزارت‌خانه در سال ۱۳۵۳ با ادغام سازمان جلب سیاحان در آن، به «وزارت اطلاعات و جهانگردی» تغییر پیدا کرد.
4. ↑  نام این وزارت‌خانه در سال ۱۳۵۳ به «وزارت راه و ترابری» تغییر پیدا کرد.
5. ↑  نام این وزارت‌خانه در سال ۱۳۵۰ با ادغام وزارت منابع طبیعی در آن به «وزارت کشاورزی و منابع طبیعی» تغییر پیدا کرد.[۱۰]
6. ↑  پس از استعفای کشفیان، محمدعلی طوسی معاون آموزشی سازمان به طور موقت سرپرستی امور را عهده‌دار شد.[۱۱]
7. ↑  نام این سازمان از دی ۱۳۵۱ به سازمان برنامه و بودجه تغییر، و مقام ارشد آن، از مدیرعامل به رئیس تغییر پیدا کرد.